# پی‌یر عیسی
پیر عیسی بازیکن سابق اهل کشور آفریقای جنوبی است. به او لقب غضنفر آفریقای جنوبی داده‌اند. او در بازی با فرانسه در جام جهانی ۹۸ موفق شد دو گل به خودی بزند.وسط دو نیمه سرمربی آفریقا به مدافعان تیمش اعلام کرد زیدان و هانری را رها کنید و پیر عیسی را مهار کنید، چون دارد یک تنه ما را به فنا می‌دهد.